# Pántlikás kalapom
A Pántlikás kalapom egy kevéssé ismert magyar nóta.

## Kotta és dallam
| Pántlikás kalapom fújdogálja a szél, köszönöm, kis galambom, hogy eddig is szerettél. | Amíg engem szerettél, piros csizmát viseltél, de mióta nem szeretsz, mezítláb is elmehetsz. |

## Felvételek
- Pántlikás kalapom. Szilágysági muzsikusok  YouTube (2014. november 17.)  (Hozzáférés: 2016. május 5.) (audió, fényképsorozat) 1:05-ig.
- Pántlikás kalapom fújdogálja a szél.wmv. Solti Károly  YouTube (2011. november 20.)  (Hozzáférés: 2016. május 5.) (audió)